# (52469) 1995 QV1
1995 كيو في 1 (ويعرف أيضًا باسم (52469) 1995 كيو في 1 وفق تسمية الكوكب الصغير) (بالإنجليزية: 1995 QV1)‏ هو كويكب ضمن حزام الكويكبات؛ وترتيبه 52469 من حيث الاكتشاف.
اكتُشف هذا الجُرم الفلكي بواسطة تاكيشي أوراتا ‏ في 20 أغسطس 1995.

## وصلات خارجية
- (52469) 1995 QV1 في قاعدة بيانات مختبر الدفع النفاث لأجرام النظام الشمسي الصغيرة

- الاكتشاف · مخطط المدار ·  العناصر المدارية · المعلمات المادية

- (52469) 1995 QV1 على موقع ويكي سكاي: DSS2, SDSS, GALEX, IRAS, Hydrogen α, X-Ray, Astrophoto, Sky Map, Articles and images